# Arnaud Hoedt
Arnaud Hoedt est un enseignant, linguiste et comédien belge.
Il est principalement connu pour ses travaux de vulgarisation à travers les « conférences-spectacles » qu'il propose avec Jérôme Piron.
Il est membre du collectif des linguistes atterrées.

## Biographie
Diplômé en langue et littératures romanes de l’Université Libre de Bruxelles et agrégé de français, Arnaud Hoedt enseigne le français à Bruxelles. Il participe également à la rédaction des programmes scolaires de français en Belgique.
Il acquiert une visibilité sur Internet à la suite de la diffusion d'une conférence TEDx portant sur l'orthographe qui cumule plus de 3 millions de vues. 
En 2018, il publie une tribune dans le quotidien Libération à travers laquelle il porte une proposition de réforme orthographique visant à simplifier la règle de l’accord du participe passé,. 
Au cours de l'été 2019, Arnaud Hoedt tient, avec Jérôme Piron, une chronique de linguistique sur France Inter, baptisée Tu parles ! et publie, l'année suivante, Le français n'existe pas aux éditions Le Robert, un ouvrage issu de ces chroniques.
En 2023, il signe avec d'autres universitaires (Anne Abeillé, Maria Candea, Jean-Marie Klinkenberg ou encore Laélia Véron) réunis au sein du collectif Les Linguistes atterrées le manifeste Le français va très bien merci !, publié dans la collection Tracts des éditions Gallimard.
Arnaud Hoedt anime une séquence baptisée « La leçon d’orthographe » proposée sous la forme d'un dispositif numérique au sein du parcours permanent de la Cité internationale de la langue française.

### Compagnie Chantal et Bernadette
En 2015, il fonde la compagnie Chantal et Bernadette au côté de Jérôme Piron avec lequel il écrit et met en scène, en 2016, un premier spectacle de vulgarisation en sociolinguistique, La Convivialité ou la Faute de l'orthographe au Théâtre national de Bruxelles (Belgique). Cette « conférence-spectacle » souligne, avec humour, les incohérences de l'orthographe du français et entend visibiliser les travaux des linguistes relatifs portant sur les discriminations relatives à l'orthographe ou l'insécurité linguistique. Le spectacle rencontre un réel succès avec plus de 400 représentations.
Ensemble, en 2023, ils créent Kevin, un nouveau « spectacle documentaire et participatif » portant sur l'échec scolaire au théâtre Les Tanneurs à Bruxelles,. Ce spectacle s'appuie sur les recherches en sciences de l'éducation et en sociologie menés par François Dubet, Samah Karaki, Bernard Lahire, Philippe Meirieu ou encore Pierre Merle.
Arnaud Hoedt et Jérôme Piron sont également artistes associés à l'Atelier Théâtre Jean Vilar de Louvain-La-Neuve.

## Théâtre
- 2016 : La Convivialité ou la Faute de l'orthographe (avec Jérôme Piron), Théâtre national Wallonie-Bruxelles.
- 2023 : Kevin (avec Jérôme Piron).

## Publications
- Arnaud Hoedt, Jérôme Piron et Kevin Matagne, La faute de l'orthographe: la convivialité, Textuel, 2017 (ISBN 978-2-84597-641-2)
- Arnaud Hoedt et Jérôme Piron, Le français n'existe pas, Le Robert, 2020 (ISBN 978-2-321-01610-6)
- Les Linguistes atterré·e·s (collectif), Le français va très bien, merci, Gallimard, coll. « Tracts », 2023 (ISBN 978-2-07-303669-8)